# 川添麻依子
川添麻依子（日语： Maiko Kawazoe，1996年9月4日—），日本女子羽毛球運動員。

## 簡歷
2023年5月，川添麻依子分别与吉川天乃及竹内宏氣出战瑞典羽毛球公開賽，在女双决赛以2比0（21-17、21-7）击败了同胞的室屋奏乃/杉山未来，夺得了首座国际系列赛女双冠军；而混双半决赛激战以1比2（16-21、22-20、20-22）不敌丹麦的塞巴斯蒂安·布特鲁普/麥爾·蘇羅。

## 主要比賽成績
只列出曾進入準決賽的國際賽事成績：
| 年份   | 賽事                           | 公開賽級別 | 項目     | 拍檔     | 成績   |
| ------ | ------------------------------ | ---------- | -------- | -------- | ------ |
| 2022年 | 馬哈拉施特拉邦羽毛球國際挑戰賽 | 國際挑戰賽 | 女子雙打 | 今井莉子 | 準決賽 |
| 2023年 | 瑞典羽毛球公開賽               | 國際系列賽 | 女子雙打 | 吉川天乃 | 冠軍   |
| 2023年 | 瑞典羽毛球公開賽               | 國際系列賽 | 混合雙打 | 竹内宏氣 | 準決賽 |
| 2023年 | 比利時羽毛球國際賽             | 國際挑戰賽 | 女子雙打 | 小西春七 | 冠軍   |
| 2023年 | 蘇格蘭羽毛球公開賽             | 國際挑戰賽 | 女子雙打 | 小西春七 | 亞軍   |
| 2023年 | 高雄羽毛球大師賽               | 超級100賽  | 女子雙打 | 小西春七 | 亞軍   |
| 2023年 | 愛爾蘭羽毛球公開賽             | 國際挑戰賽 | 女子雙打 | 小西春七 | 準決賽 |

| 2018-2026年 | 總決賽 | 超級1000賽 | 超級750賽 | 超級500賽 | 超級300賽 | 超級100賽 | 國際挑戰賽 | 國際系列賽 | 未來系列賽 | 其他 |

## 外部連結
- 川添麻依子在世界羽球聯盟的登錄資料